# Niemowlę

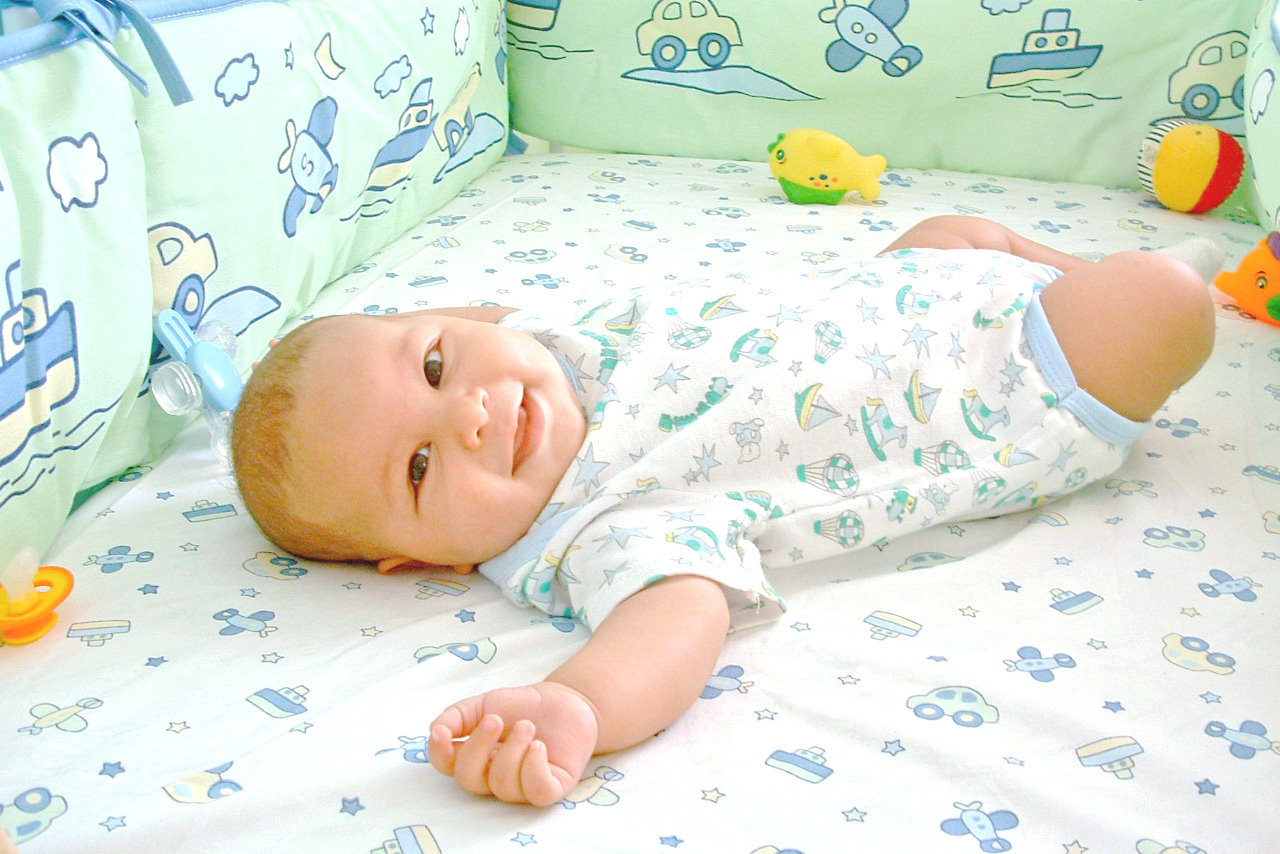
Niemowlę

Niemowlę (okres niemowlęcy) – dziecko od urodzenia do końca pierwszego roku życia. Wyodrębnienie to w psychologii rozwojowej dokonywane ze względu na szczególną wagę rozwoju małego dziecka w tym okresie. Wyodrębnienie okresu niemowlęctwa jest ważne także z uwagi na mnogość i intensywność przemian zachodzących w organizmie dziecka w tym czasie. Pierwszy miesiąc życia dziecka jest okresem noworodkowym.
Termin ten obejmuje okres od urodzenia (noworodek) do momentu, kiedy potrafi ono samodzielnie utrzymać postawę pionową (pionizacja).
 Okres ten trwa około 12 miesięcy. W okresie tym następuje intensywny rozwój fizyczny, umysłowy oraz psychiczny. Niemowlę odżywiane jest naturalnym pokarmem matki – przez 6 miesięcy życia wyłącznie, następnie pokarmem kobiecym oraz produktami uzupełniającymi. Według najnowszych standardów karmione piersią powinno być na żądanie. Po ukończeniu szóstego miesiąca życia wprowadzane są do karmienia niemowlęcia pokarmy uzupełniające, początkowo papki, następnie pokarmy stałe. Około 2./3. miesiąca niemowlę zaczyna wydawać pierwsze nieartykułowane dźwięki – jest to tzw. głużenie, potrafi także ruszać głową na boki, położone na brzuchu unosi wysoko głowę, a uśmiech dziecka staje się coraz bardziej świadomy. Około 6. miesiąca zaczyna dźwięki formułować bardziej świadomie (tzw. gaworzenie). Z pozycji na plecach trzymane za rączki podciąga się do siedzenia. Chwyta wszystko, co jest w jego zasięgu, i posługuje się już obiema rękami. Około 7. miesiąca pojawiają się zęby mleczne. Niemowlę wydaje dźwięki sylabowe, powtarzając te same sylaby. Rozpoznaje usłyszane słowa i kojarzy je z przedmiotami, a także reaguje na swoje imię.
W pierwszym okresie niemowlę przesypia większość dnia, przerywając sen jedynie na karmienie i stopniowo zmniejszając długość snu do 12 godzin w nocy i paru godzin w ciągu dnia. Aktualnie rekomendowana długość snu niemowląt (4–11 miesięcy) wynosi od 12 do 15 godzin na dobę.
Opisany rozwój niemowlęcia jest pewną normą przeciętną, natomiast indywidualny rozwój zależy od wielu czynników, w tym genetycznych.